# Нові-Лігуре
Нові-Лігуре, Нові-Ліґуре (італ. Novi Ligure, п'єм. Neuve) — муніципалітет в Італії, у регіоні П'ємонт,  провінція Алессандрія.
Нові-Лігуре розташоване на відстані близько 440 км на північний захід від Рима, 95 км на схід від Турина, 22 км на південний схід від Алессандрії.
Населення — 28 310 осіб (2014).
Щорічний фестиваль відбувається 5 серпня. Покровитель — Madonna della neve.

## Демографія
Населення за роками:

Станом на 1 січня 2023 року в муніципалітеті офіційно проживали 3833 іноземці з 86 країн, серед них 1036 громадян країн Євросоюзу та 113 громадян України.

## Сусідні муніципалітети
- Базалуццо
- Боско-Маренго
- Кассано-Спінола
- Гаві
- Пастурана
- Поццоло-Формігаро
- Серравалле-Скривія
- Тассароло